# 封浜站 (地铁)
封浜站位于中华人民共和国上海市嘉定区江桥镇曹安公路、封杨路与封浜河路路口，为上海地铁14号线的終点站。此站因封浜以及附近的封浜村而得名。
2022年3月23日，为配合新型冠状病毒疫情防控，车站暂停服务，直至6月1日恢复。

## 车站结构

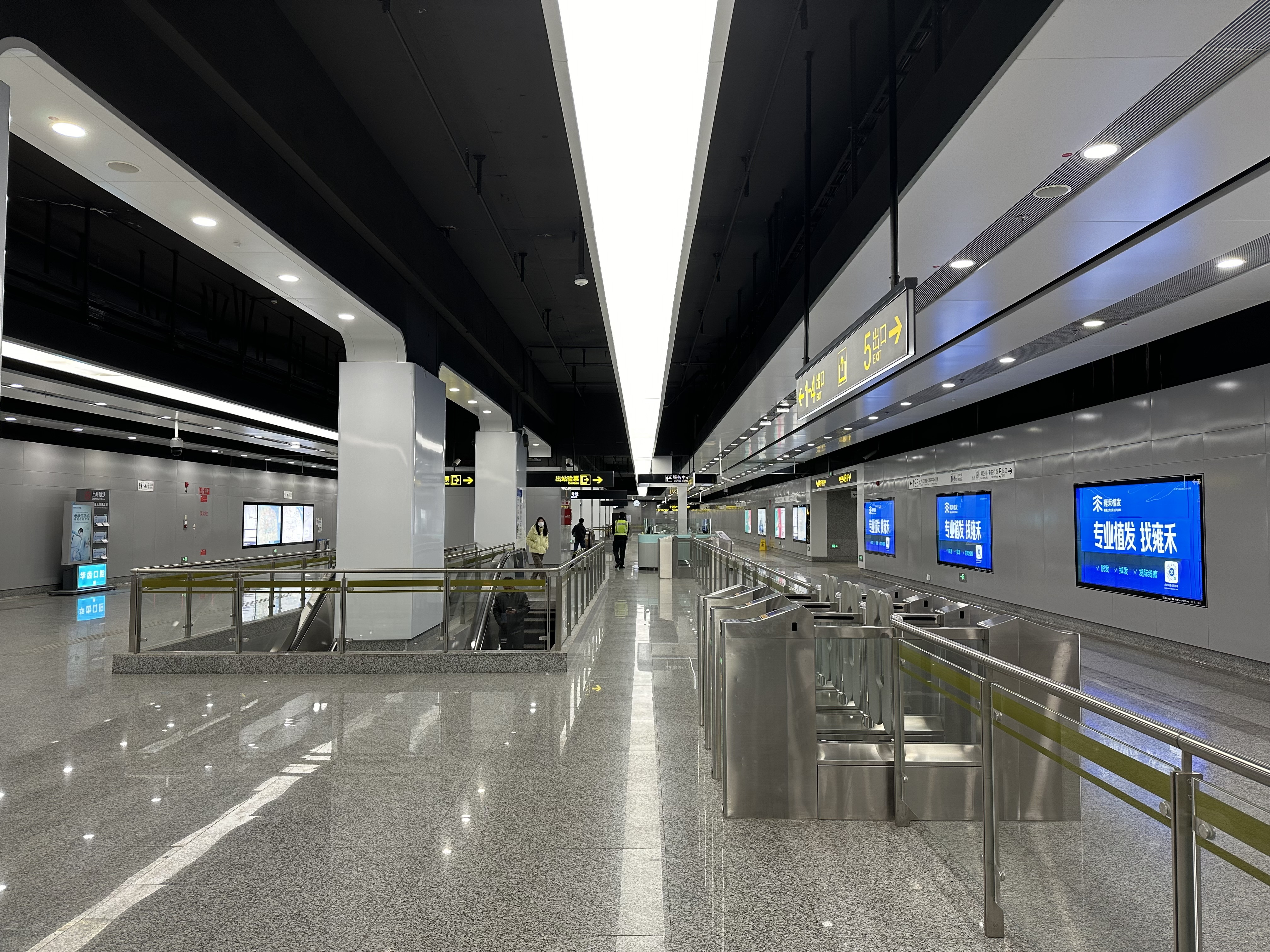
站厅

### 车站楼层
封浜站共有3层。地面为车站出口，地下一层为车站大厅，地下二层为14号线站台。
| 地面层   | 出入口             | 1-5出入口                        |  |  |
| 地下一层 | 站厅               | 票务服务、自动售票机、人工服务台 |  |  |
| 地下二层 | ①站台              | █ 14号线 终点站 落客站台         |  |  |
|          | 岛式站台，左侧开门 |                                  |  |  |
|          | ②站台              | █ 14号线 往桂桥路（乐秀路）      |  |  |

## 车站出口
封浜站共有6个出入口，各出入口如下所示：
| 出口编号            | 出口指示           | 照片 | 无障碍通道 |
| ------------------- | ------------------ | ---- | ---------- |
| 1 · 出口            | 曹安公路           |      | 不適用     |
| 2 · 出口            | 曹安公路，星华公路 |      | 不適用     |
| 3 · 出口            | 曹安公路           |      | 不適用     |
| 4 · A · 出口        | 曹安公路           |      | 不適用     |
| 4 · B · 出口        | 曹安公路           |      | 不適用     |
| 5 · 出口 · （设有） | 曹安公路，翔封路   |      |            |
| 图例： 设有         |                    |      |            |